# Дирутенийпентасамарий
Дирутенийпентасамарий — бинарное неорганическое соединение
самария и рутения
с формулой Sm5Ru2,
кристаллы.

## Получение
- Сплавление стехиометрических количеств чистых веществ:

{\displaystyle {\mathsf {5Sm+2Ru\ {\xrightarrow {1000^{o}C}}\ Sm_{5}Ru_{2}}}}

## Физические свойства
Дирутенийпентасамарий образует кристаллы
моноклинной сингонии, пространственная группа C 2/c, параметры ячейки a = 1,6083 нм, b = 0,6438 нм, c = 0,7314 нм, β = 96,89°, Z = 4,
структура типа дикарбида пентамарганца Mn5C2
.
Соединение конгруэнтно плавится при температуре ≈1000 °C .